# Stortjärnen (Ströms socken, Jämtland, 707810-147732)
Stortjärnen är en sjö i Strömsunds kommun i Jämtland och ingår i Ångermanälvens huvudavrinningsområde. Sjön har en area på 0,204 kvadratkilometer och ligger 350,9 meter över havet. Sjön avvattnas av vattendraget Kvarnån.

## Delavrinningsområde
Stortjärnen ingår i det delavrinningsområde (707956-147708) som SMHI kallar för Ovan 707922-148038. Medelhöjden är 356 meter över havet och ytan är 12,43 kvadratkilometer. Det finns inga avrinningsområden uppströms utan avrinningsområdet är högsta punkten. Kvarnån som avvattnar avrinningsområdet har biflödesordning 3, vilket innebär att vattnet flödar genom totalt 3 vattendrag innan det når havet efter 203 kilometer. Avrinningsområdet består mestadels av skog (62 procent) och sankmarker (26 procent). Avrinningsområdet har 0,2 kvadratkilometer vattenytor vilket ger det en sjöprocent på 1,6 procent.